# Containerterminal

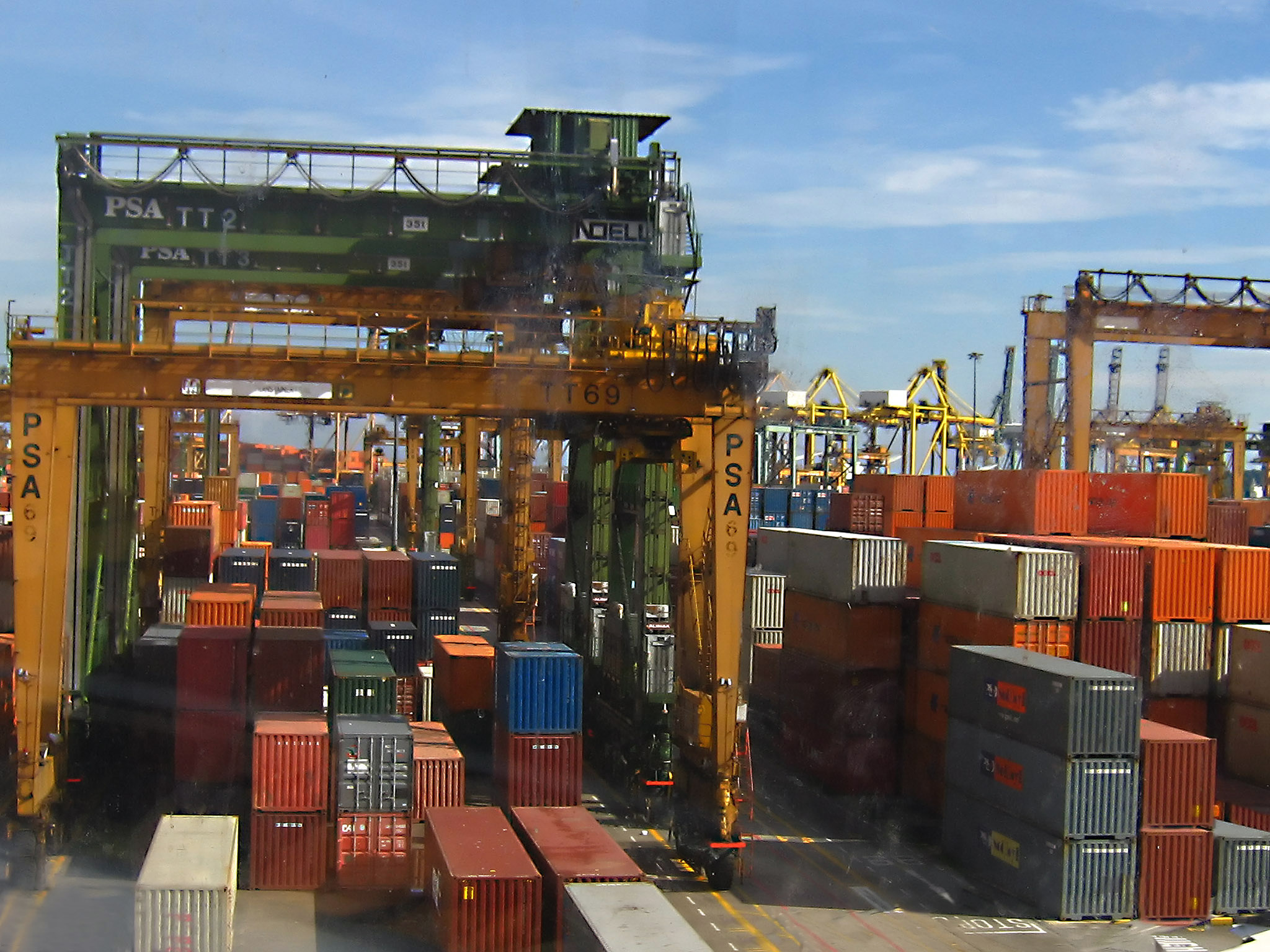
Staplade containrar i Keppel Container Terminal i Singapore

En containerhamn eller containerterminal är en anläggning för upplag av containrar, och lastning mellan olika transportmedel, såsom fartyg, järnväg eller lastbil. Containrarna kan hanteras av bland annat lyftkranar eller truckar.
Europas största containerhamn finns i Rotterdam, Nederländerna. I hamnen med kringverksamheter arbetar omkring 250 000 personer.